# Campionati europei di tuffi 2019 - Trampolino 1 metro femminile
La gara dal trampolino 1m femminile ai campionati europei di tuffi 2019 si è svolta il 10 agosto 2019, presso la Sport Arena Liko di Kiev. Al mattino si sono disputati i preliminari a cui hanno preso parte 23 atlete, mentre nel pomeriggio si è svolta la finale.

## Medaglie
| Posizione | Atlete            | Paese   |
| --------- | ----------------- | ------- |
| Oro       | Vitalija Korolëva | Russia  |
| Argento   | Olena Fedorova    | Ucraina |
| Bronzo    | Kristina Il'inych | Russia  |

## Risultati
| Pos. | Atlete               | Nazionalità   | Preliminari | Preliminari | Finale | Finale |
| Pos. | Atlete               | Nazionalità   | Punti       | Pos.        | Punti  | Pos.   |
| ---- | -------------------- | ------------- | ----------- | ----------- | ------ | ------ |
|      | Vitalija Korolëva    | Russia        | 225.65      | 13          | 266.70 | 1      |
|      | Olena Fedorova       | Ucraina       | 235.45      | 7           | 263.45 | 2      |
|      | Kristina Il'inych    | Russia        | 266.20      | 1           | 263.05 | 3      |
| 4    | Lena Hentschel       | Germania      | 260.70      | 2           | 257.20 | 4      |
| 5    | Chiara Pellacani     | Italia        | 237.45      | 6           | 256.90 | 5      |
| 6    | Katherine Torrance   | Gran Bretagna | 252.40      | 3           | 249.40 | 6      |
| 7    | Michelle Heimberg    | Svizzera      | 241.90      | 5           | 247.05 | 7      |
| 8    | Valeria Antolino     | Spagna        | 226.55      | 11          | 243.60 | 8      |
| 9    | Daphne Wils          | Paesi Bassi   | 246.15      | 4           | 238.55 | 9      |
| 10   | Scarlett Mew-Jensen  | Gran Bretagna | 228.75      | 10          | 238.20 | 10     |
| 11   | Alena Khamulkina     | Bielorussia   | 226.05      | 12          | 230.65 | 11     |
| 12   | Clare Cryan          | Irlanda       | 233.25      | 9           | 214.15 | 12     |
| 13   | Elena Bertocchi      | Italia        | 234.35      | 8           | dns    | dns    |
| 14   | Kaja Skrzek          | Polonia       | 224.55      | 14          |        |        |
| 15   | Emilia Nilsson Garip | Svezia        | 221.30      | 15          |        |        |
| 16   | Emma G-Gullstrand    | Svezia        | 212.75      | 16          |        |        |
| 17   | Jette Müller         | Germania      | 198.75      | 17          |        |        |
| 18   | Jessica Favre        | Svizzera      | 197.65      | 18          |        |        |
| 19   | Lauren Hallaselkä    | Finlandia     | 196.05      | 19          |        |        |
| 20   | Marcela Marić        | Croazia       | 195.95      | 20          |        |        |
| 21   | Anna Arnautova       | Ucraina       | 193.40      | 21          |        |        |
| 22   | Aleksandra Błażowska | Polonia       | 188.70      | 22          |        |        |
| 23   | Roosa Kanerva        | Finlandia     | 176.95      | 23          |        |        |